# Brun frötangara
Brun frötangara (Sporophila simplex) är en fågel i familjen tangaror inom ordningen tättingar.

## Utseende och läte
Brun frötangara är en färglös finkliknande tangara. Bästa fältkännetecknen är tydliga vingband och tydlig näbbfärg, skäraktig hos häckande hanar och nästan svart i andra dräkter. Näbben är mindre och inte lika svullen som i övrigt lika papegojfrötangaran. Hanen hörs ofta sjunga korta serier med sträva toner.

## Utbredning och systematik
Fågeln förekommer i arida områden i södra Ecuador samt i Peru från övre Marañóndalen i norra Peru till Ica. Den behandlas som monotypisk, det vill säga att den inte delas in i några underarter.

### Familjetillhörighet
Liksom andra finkliknande tangaror placerades denna art tidigare i familjen Emberizidae. Genetiska studier visar dock att den är en del av tangarorna.

## Levnadssätt
Brun frötangara hittas i torra buskmarker och intilliggande jordbruksområden. Sen ses ibland enstaka, men lösa flockar kan samlas där tillgången på föda är stor, till exempel i fält med fröande gräs.

## Status och hot
Arten har ett stort utbredningsområde och tros öka i antal. Internationella naturvårdsunionen IUCN listar den därför som livskraftig (LC).